# Хьюберт Смейтс
Хьюберт Смейтс (Амстердам, 1956) — голландський журналіст, кореспондент великої газети NRC Handelsblad.

## З біографії
Смітс закінчив школу в своєму рідному місті Амстердам, після чого він вивчав історію в Університеті Амстердама.
З 1980 р. Смітс працював у газеті Handelsblad, спершу репортер в Амстердам, потім політичний редактор і оглядач, кореспондент у Радянському Союзі й Росії (1990—1993), заступник головного редактора.
З 2003 по вересень 2007 року він був редактором новин журналу De Groene Amsterdammer.
З 2015 року займається тематикою політичної біографії голландського політика Ханс ван Мірла (Hans van Mierlo), вихід друком якої заплановано на 2019 р.

## Творчий доробок
- Traditie en verandering in Griekenland (1981),
- Gekrenkte zielen. Vrijheid in Rusland (1993),
- Welkom in het Koninkrijk. Gevangen in de medisch-juridische bureaucratie (2002),
- Erfenis van een wereldrijk. Ondergang van de Sovjet-Unie, opkomst van Rusland (2004),
- De wraak van Poetin. Rusland contra Europa (2015).

## Нагороди і відзнаки
У 1987 році він здобув премію Енн Vondeling з політичної журналістики.